# Câu lạc bộ bóng đá Thể Công – Viettel
Câu lạc bộ bóng đá Thể Công – Viettel (tiếng Anh: The Cong – Viettel Football Club), còn được biết đến với tên ngắn gọn là Thể Công, là một câu lạc bộ bóng đá chuyên nghiệp Việt Nam thuộc biên chế Quân đội, có trụ sở tại Hà Nội, được điều hành bởi Công ty TNHH MTV Thể thao Viettel, Bộ Quốc phòng. Câu lạc bộ hiện đang thi đấu tại V.League 1, giải đấu cao nhất trong hệ thống giải đấu bóng đá quốc gia Việt Nam.
Câu lạc bộ Thể Công – Viettel được thành lập năm 1954 dưới tên gọi Đội bóng đá Thể Công, sau đó có thời gian mang tên Đội bóng đá Câu lạc bộ Thể dục thể thao Quân đội (gọi tắt là Câu lạc bộ Quân đội). Trong những năm 2005 đến 2007, Thể Công được tài trợ và quản lý bởi Tổng Công ty Viễn thông Quân đội (Viettel) và thi đấu dưới tên gọi Câu lạc bộ bóng đá Thể Công – Viettel. Sau khi Bộ Quốc phòng ra quyết định thu hồi phiên hiệu Thể Công vào năm 2009, câu lạc bộ đổi tên thành Câu lạc bộ bóng đá Viettel. Ngày 20 tháng 11 năm 2023, Bộ Quốc phòng chính thức trao trở lại phiên hiệu Thể Công cho câu lạc bộ Viettel, đội cũng được đổi tên trở lại thành Câu lạc bộ bóng đá Thể Công – Viettel.
Đây là một trong hai câu lạc bộ thành công nhất tại Giải bóng đá Vô địch Quốc gia với 6 lần vô địch. Tính cả các giải đấu tiền thân, Thể Công – Viettel cũng là câu lạc bộ giàu thành tích nhất Việt Nam với tổng cộng 19 chức vô địch quốc gia cùng vô số giải thưởng khác.

## Lịch sử

### Thời kỳ mang tênThể Công

Biểu trưng cũ của Thể Công

Ngày 23 tháng 9 năm 1954, thể theo chỉ định của Chủ nhiệm Tổng cục Chính trị lúc đó là Đại tướng Nguyễn Chí Thanh, Đoàn công tác Thể dục thể thao Quân đội được thành lập. Thể Công vốn là tên viết tắt của cụm từ "Thể dục thể thao công tác đội". Hạt nhân đầu tiên của đội gồm 23 cán bộ chiến sĩ của Trường Sĩ quan Lục quân I được chia làm ba đội: Đội bóng đá Thể Công gồm 11 người (nay là Câu lạc bộ bóng đá Thể Công – Viettel), Đội bóng rổ Thể Công gồm 5 người (nay là Đội bóng rổ Quân chủng Phòng không - Không quân) và Đội bóng chuyền Thể Công gồm 6 người (nay là Câu lạc bộ Bóng chuyền Thể Công - Tân Cảng). Cả ba đội bóng còn có một cầu thủ dự bị đặc biệt là Lý Đức Kim, vừa biết đá bóng, vừa biết chơi bóng rổ, bóng chuyền, vừa có khả năng làm y tá, lại vừa hậu cần giỏi. Kim còn kiêm luôn các chức năng hỗ trợ trên. 11 cầu thủ bóng đá Thể Công đầu tiên chơi theo đội hình chiến thuật W - M gồm: Thủ môn Lê Nhâm; Trung vệ Nguyễn Văn Hiếu; Hậu vệ phải Phạm Ngọc Quế; Hậu vệ trái Nguyễn Thiêm; Tiền vệ phải Ngô Xuân Quýnh; Tiền vệ trái Phạm Mạnh Soạn; Tả biên Trương Vinh Thăng; Hữu biên Nguyễn Bá Khánh; Trung phong Nguyễn Văn Bưởi (đội trưởng); Hộ công phải Nguyễn Thông (kiêm huấn luyện viên); Hộ công trái Vũ Tâm (tức Phạm Vinh).
Hơn một tháng sau, ngày 25 tháng 10, trong trận bóng đá đầu tiên được tổ chức từ giải phóng Thủ đô Hà Nội tại sân vận động Hàng Đẫy, Thể Công đã có trận đấu đầu tiên trong lịch sử của mình gặp đội Trần Hưng Đạo, gồm các cầu thủ xuất thân từ giới lao động Thủ đô. Đội giành chiến thắng với tỉ số 1-0 nhờ bàn thắng duy nhất của trận đấu được ghi ngay từ giây thứ 30 do công của trung phong đội trưởng Nguyễn Văn Bưởi.
Đến năm 1955, giải bóng đá đầu tiên của miền Bắc Việt Nam được tổ chức tại Hải Phòng với tên gọi "Giải Hoà Bình", đội Thể Công tham gia cả hai hạng đấu với hai đội hình A và B. Cả hai đội đều giành chức vô địch của hai hạng A và B.
Từ năm 1955 đến năm 1979, Thể Công luôn là đội bóng mạnh với 13 lần vô địch (10 lần vô địch giải hạng A miền Bắc và 3 lần vô địch giải hạng A Quốc gia). Ngoài ra Thể Công còn có rất nhiều trận thắng gây tiếng vang khắp quốc tế như 2 trận thắng đội Bát Nhất (đội bóng mạnh nhất Trung Hoa lúc đó) hay thắng cả đội tuyển Cuba rất mạnh... Thể Công không chỉ là đội bóng mạnh ở miền Bắc Việt Nam mà còn gây tiếng vang lớn trong làng bóng đá các nước Xã hội chủ nghĩa thời bấy giờ. Trong khoảng thời gian đó, lứa cầu thủ tiêu biểu của Thể Công gồm những Nguyễn Thế Anh (Ba Đẻn), Nguyễn Cao Cường, Quản Trọng Hùng, Vương Tiến Dũng, Nguyễn Trọng Giáp, Vũ Mạnh Hải... với đa số là lứa cầu thủ trẻ được đi tập huấn dài hạn ở Triều Tiên năm 1967 và khi về nước họ là những cầu thủ tiêu biểu, xuất sắc hàng đầu quốc gia.
Năm 1965, Đoàn Thể Công chuyển biên chế thành Đoàn Thể dục thể thao, trực thuộc Trường Sĩ quan Lục quân I.
Sau khi đất nước thống nhất và chính thức thành lập Giải bóng đá A1 toàn quốc (tiền thân của V.League 1 hiện nay), Câu lạc bộ Quân đội (tên gọi của Thể Công từ những năm 1976 tới hết năm 1998) vẫn là một trong những đội bóng mạnh nhất Việt Nam với 5 lần vô địch. Trong thời gian này, Câu lạc bộ Quân đội được chuyển giao quản lý và điều hành bởi Trung tâm Thể dục thể thao Quân đội, Cục Quân huấn.
Năm 1999, Thể Công (khi ấy vừa đổi lại tên từ Câu lạc bộ Quân đội và là đương kim vô địch giải hạng Nhất 1998) tham dự trận tranh Siêu cúp Bóng đá Quốc gia đầu tiên gặp đội Công an Thành phố Hồ Chí Minh (đương kim vô địch Cúp Quốc gia 1998) trên sân Hàng Đẫy và giành chiến thắng với tỷ số 3–0.
Các cầu thủ Câu lạc bộ Quân đội luôn là nòng cốt của đội tuyển Quốc gia và đóng góp rất nhiều cầu thủ trong lứa thế hệ vàng của bóng đá Việt Nam như thủ môn Trần Tiến Anh, các cầu thủ Đỗ Mạnh Dũng, Nguyễn Mạnh Cường, Nguyễn Hồng Sơn, Trương Việt Hoàng, Nguyễn Đức Thắng, Phạm Như Thuần, Triệu Quang Hà, Đặng Phương Nam, Vũ Công Tuyền...
Ngày 15 tháng 1 năm 2003, Đội bóng đá Thể Công chính thức định hướng lên chuyên nghiệp với việc Bộ Quốc phòng cho ra mắt Câu lạc bộ bóng đá chuyên nghiệp Thể Công, cùng nhà tài trợ chính là Công ty Viễn thông Quân đội (Viettel). Đội bóng hoạt động độc lập và chịu sự quản lý trực tiếp từ Bộ Quốc phòng.
Năm 2004, tròn 50 năm thành lập, Thể Công có lần đầu tiên phải xuống thi đấu tại giải hạng Nhất khi chỉ xếp thứ 11/12 tại V-League. Đội bóng thi đấu yếu kém một phần do chủ trương không tuyển ngoại binh, trái ngược với tất cả các đội bóng khác khi đó. Sang mùa giải 2005, câu lạc bộ đổi tên thành Thể Công - Viettel do chuyển giao quản lý từ Trung tâm Thể dục thể thao Quân đội, Cục Quân huấn sang Công ty Viễn thông Quân đội (Viettel) từ ngày 22 tháng 5 năm 2005. Tuy nhiên, nhiều ý kiến đề nghị câu lạc bộ nên trở lại tên gọi cũ. Sau khi chuyển giao cho Viettel, đoàn bộ cơ sở vật chất phục vụ cho công tác tập luyện, đào tạo sẽ do đơn vị này quản lý. Cùng với đó, các tuyến trẻ của Thể Công cũng sẽ thuộc sự quản lý của Viettel. Trung tâm bóng đá Viettel được thành lập và tiếp tục công tác huấn luyện, đào tạo cũng như tiếp nối truyền thống bóng đá Quân đội. Một trong số cầu thủ tiêu biểu trưởng thành từ lò Viettel giai đoạn đầu có thể kể tới tiền đạo Nguyễn Văn Quyết.
Ngày 1 tháng 9 năm 2007, Thể Công - Viettel chính thức giành quyền lên V-League sau khi thắng Tây Ninh với tỷ số 5–3. Một thời gian sau đó, đội chính thức trở lại tên gọi cũ - Thể Công.
Ngày 22 tháng 9 năm 2009, hai ngày trước kỷ niệm 55 năm thành lập Đoàn Thể Công), Bộ Quốc phòng đã quyết định đổi tên Thể Công thành Viettel, thu hồi phiên hiệu Thể Công.

### Thời kỳ mang tên Viettel
Tháng 11 năm 2009, sau khi Bộ Quốc phòng quyết định thu hồi phiên hiệu Thể Công (Câu lạc bộ Bóng chuyền Thể Công vẫn tồn tại và chịu quản lý của Trung tâm Thể dục thể thao Quân đội, Cục Quân huấn; còn Đội bóng rổ Thể Công được chuyển giao cho Quân chủng Phòng không - Không quân quản lý), Bộ đã giao đội bóng cho Tập đoàn Viễn thông Quân đội (Viettel) quản lý hoàn toàn. Mặc dù vậy, Tập đoàn Viettel tỏ ra không quá mặn mà với việc tiếp nhận này. Ngày 7 tháng 11 năm 2009, theo thỏa thuận với lãnh đạo tỉnh Thanh Hóa, Tập đoàn Viettel sẽ bán suất chơi của CLB Viettel cho Sở Văn hóa, Thể thao và Du lịch tỉnh Thanh Hóa kèm theo 10 cầu thủ của Viettel để đáp ứng yêu cầu trong Quy chế Bóng đá chuyên nghiệp Việt Nam. CLB Thanh Hóa sau khi mua lại suất chơi của Viettel sẽ mang tên Câu lạc bộ bóng đá chuyên nghiệp Viettel - Thanh Hóa. Nhưng chưa đầy 2 tháng sau, ngày 24 tháng 12 năm 2009, CLB Viettel - Thanh Hóa đổi tên thành Câu lạc bộ bóng đá Lam Sơn Thanh Hóa. Viettel chính thức chuyển giao hoàn toàn suất chơi ở V-League cho Thanh Hóa với giá 80 tỷ đồng , và chỉ còn quản lý đội hình 2 thi đấu ở giải bóng đá hạng Nhất Quốc gia 2010 dưới tên gọi Câu lạc bộ bóng đá Viettel, đội bóng của Trung tâm bóng đá Viettel. Kết thúc mùa giải 2010, đến lượt suất chơi tại giải hạng Nhất cũng được bán cho Trung tâm Đào tạo Bóng đá trẻ T&T và đổi tên thành Câu lạc bộ bóng đá Hà Nội (tiền thân của Câu lạc bộ bóng đá Sài Gòn sau này).
Việc bán suất chơi của câu lạc bộ thường khiến nhiều người lầm tưởng là câu lạc bộ đã giải thể hoặc sáp nhập vào câu lạc bộ khác. Tuy nhiên, phía câu lạc bộ đã khẳng định không tồn tại quyết định về mặt pháp lý đối với việc xóa phiên hiệu Thể Công hay giải thể đội bóng, mà đơn thuần chỉ là đổi tên câu lạc bộ. Ông Hà Hữu Tám, thời điểm đó là Phó Giám đốc điều hành Câu lạc bộ Thể Công (hiện tại là Chính ủy, Phó Giám đốc Công ty Thể thao Viettel) đã giải thích cụ thể: "Không có quyết định nào 'xóa' tên Thể Công cả. Phải hiểu cho đúng ý nghĩa đổi tên gọi của câu lạc bộ và tất nhiên là Thể Công đã nhận được quyết định này".
Ngày 23 tháng 9 năm 2011, nhân kỷ niệm lần thứ 57 ngày thành lập câu lạc bộ, hàng trăm cán bộ, cầu thủ, cổ động viên mọi thế hệ từng là người của Thể Công đã quyết định khởi động chiến dịch thu thập 1 triệu chữ ký ủng hộ trên cả nước để kiến nghị Bộ Quốc phòng về việc lấy lại phiên hiệu Thể Công.
Đứng trước nguy cơ bị giải thể, quyền Giám đốc Trung tâm bóng đá Viettel lúc bấy giờ là ông Nguyễn Thanh Hải đã đề nghị các lãnh đạo Tập đoàn Viettel cho phép duy trì Trung tâm bóng đá Viettel và cam kết sẽ đem lại kết quả trong vòng 1 năm. Mùa bóng 2010, các đội bóng của Viettel đều lọt vào Vòng chung kết các giải trẻ. Năm 2011, Trung tâm bóng đá Viettel giành được 1 Huy chương Vàng, 1 Huy chương Bạc và 1 Huy chương Đồng ở các giải trẻ, từ đó chính thức giành được quyền tồn tại.
Mùa giải 2012, Trung tâm bóng đá Viettel chính thức thành lập lại đội 1 với nòng cốt là các cầu thủ trẻ tham dự giải bóng đá hạng Ba Quốc gia và giành chức đồng vô địch để lên chơi ở giải hạng Nhì Quốc gia mùa bóng 2013.

Ngày 26 tháng 10 năm 2014, Tổng Giám đốc Tập đoàn Viễn thông Quân đội đã ký quyết định số 2294/QĐ-VTQĐ-TCNL kiện toàn chức năng nhiệm vụ và đổi tên Trung tâm bóng đá Viettel thành Trung tâm Thể thao Viettel (Viettel Sports).

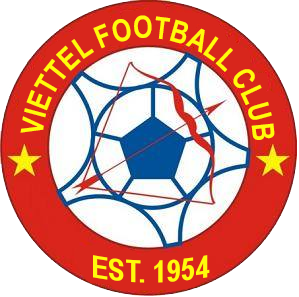
Biểu trưng của đội U-21 Viettel năm 2015

Năm 2015, biểu trưng hình cây cung của Đoàn Thể Công cũ xuất hiện trên áo thi đấu của đội U-21 Viettel tại Vòng loại Giải Vô địch U-21 Quốc gia Clear Men 2015.
Tại giải hạng Nhì 2015, Viettel giành danh hiệu đồng vô địch và cùng Xi măng Fico Tây Ninh lên thi đấu ở V.League 2 mùa bóng 2016.
Đội bóng trẻ Viettel tiếp tục giành vị trí thứ nhì ở V.League 2 2016 và giành quyền chơi trận play-off thăng hạng, nhưng đã để thua Long An với tỷ số 0–1 ở phút bù giờ và bỏ lỡ cơ hội thăng hạng. Hai năm sau đó, Viettel đã xuất sắc lên ngôi vô địch giải hạng Nhất Quốc gia 2018 và giành suất thăng hạng lên V.League 1 mùa giải 2019.

#### Trở lạiV.League 1
Viettel chỉ mất hai mùa giải ở V.League 1 để đăng quang tại giải đấu cao nhất của bóng đá Việt Nam vào năm 2020. Tính cả thành tích thời còn mang tên gọi Câu lạc bộ Quân đội và Thể Công, đây đã là danh hiệu vô địch thứ 19 và danh hiệu vô địch Quốc gia thứ 6 của đội bóng áo lính. Cũng trong mùa giải 2020, Viettel đã giành ngôi á quân Cúp Quốc gia sau khi để thua đội bóng cùng thành phố là Hà Nội tại trận chung kết.
Chức vô địch V.League 1 mùa bóng 2020 giúp Viettel giành quyền tham dự AFC Champions League 2021, giải đấu mà họ thua 4 trận gặp Ulsan Hyundai (Hàn Quốc) và BG Pathum United (Thái Lan), thắng 2 trận gặp Kaya–Iloilo (Philippines) để giúp điểm xếp hạng câu lạc bộ Việt Nam hơn chính Philippines và có thêm hai suất dự vòng loại AFC Champions League mùa sau. Trong tháng 8 năm 2021, U-21 Viettel dự 3 trận giao hữu trước thềm vòng chung kết U-21 Quốc gia Thanh Niên 2021 lần lượt gặp U-21 Công an Nhân dân, U-21 PVF - Hưng Yên (Phố Hiến), và một trận gặp U-21 Aston Villa của Anh.
Dù mùa giải 2021 bị hủy bỏ nhưng với việc đứng thứ hai trên bảng xếp hạng, Viettel đã có được một suất tham dự AFC Cup 2022, nơi họ đã phải dừng chân ở vòng bán kết khu vực Đông Nam Á sau khi thất bại trước Kuala Lumpur City (Malaysia) tại loạt luân lưu may rủi.

### Quay lại với phiên hiệu Thể Công
Sau khi Bộ Quốc phòng đồng ý với đề xuất đổi tên câu lạc bộ Viettel thành Thể Công – Viettel, ngày 21 tháng 11 năm 2023, quyết định đổi tên đội bóng đã được lãnh đạo Bộ Quốc phòng cùng Tập đoàn Công nghiệp – Viễn thông Quân đội (Viettel) công bố chính thức tại trụ sở của Tập đoàn Viettel ở Hà Nội. Trung tâm Thể thao Viettel cũng đồng thời chuyển đổi mô hình hoạt động mới thành Công ty TNHH MTV Thể thao Viettel.
Phát biểu tại buổi lễ, Thượng tướng Nguyễn Văn Nghĩa, Phó Tổng Tham mưu trưởng Quân đội Nhân dân Việt Nam nhắc lại Thể Công là một thương hiệu lớn, đã được người hâm mộ ghi nhận là một "Binh chủng đặc biệt" trong lĩnh vực thể dục thể thao và khẳng định tên gọi Thể Công – Viettel của CLB là niềm vinh dự, tự hào nhưng cũng là trách nhiệm mà Quân ủy Trung ương, Bộ Quốc phòng giao cho cán bộ, chiến sĩ, huấn luyện viên, cầu thủ đội bóng cũng như cán bộ nhân viên của Tập đoàn Viettel.

## Danh hiệu

### Danh hiệu quốc gia
- Giải bóng đá Vô địch Quốc gia (1980–nay)
  -  Vô địch (6): 1981–82, 1982–83, 1987, 1990, 1998, 2020.
  -  Á quân (3): 1984, 1986, 1989.
  -  Hạng ba (5): 1985, 1992, 1993–94, 2000–01, 2023.
- Giải bóng đá hạng Nhất Quốc gia
  -  Vô địch (2): 2007, 2018
  -  Á quân (1): 2016
- Siêu cúp Bóng đá Quốc gia
  -  Vô địch: 1999
  -  Á quân: 2020
- Giải bóng đá hạng A miền Bắc (1955–1976)
  - 10: 1955 (giải Hòa Bình), 1956, 1958, 1969, 1971, 1972, 1973, 1974, 1975, 1976.
- Giải bóng đá Hồng Hà và Giải bóng đá hạng A Quốc gia (1977–1979)
  - 3: 1977, 1978, 1979 (vô địch miền Bắc lẫn toàn quốc).
- Giải bóng đá Quân đội các nước ASEAN
  -  Vô địch: 2004.
  -  Á quân: 1999.
- Giải bóng đá Lực lượng vũ trang các nước Xã hội chủ nghĩa (SKDA)
  -  Hạng ba: 1989.
- Bóng đá Nam Đại hội Thể dục Thể thao toàn quốc
  -  Vô địch: 2002.

### Danh hiệu giao hữu
- Cúp bóng đá các đội hạng Nhất Quốc gia (Dunhill Cup)
  -  Hạng ba: 1998.
- Giải bóng đá giao hữu Tứ hùng Hana Play Cup
  -  Á quân: 2024.

### Danh hiệu giải trẻ
- Giải bóng đá Nhi đồng (U-11) toàn quốc
  -  Á quân: 2010.
- Giải bóng đá Thiếu niên (U-13) toàn quốc
  -  Vô địch (3): 2011, 2015, 2016.
  -  Á quân (3): 2012, 2013, 2017.
  -  Hạng ba (1): 2014.
- Giải bóng đá U-15 Quốc gia
  -  Vô địch (1): 2015.
  -  Á quân (4): 2002, 2013, 2017, 2018.
  -  Hạng ba (3): 2014, 2019, 2023.
- Giải bóng đá U-17 Quốc gia
  -  Vô địch (2): 2018, 2023.
  -  Á quân (2): 2015, 2017.
  -  Hạng ba (5): 2005, 2011, 2014, 2016, 2019.
- Giải bóng đá U-19 Quốc gia
  -  Vô địch (3): 1998, 2002, 2009.
  -  Á quân (4): 1997, 2016, 2022, 2024.
  -  Hạng ba (3): 2014, 2017, 2018.
- Giải bóng đá U-21 Quốc gia
  -  Vô địch (4): 1997, 1998, 1999, 2020.
  -  Á quân (2): 2017, 2025.
  -  Hạng ba (3): 2005, 2018, 2022.

### Các danh hiệu đượcNhà nướctrao tặng
- Huân chương Quân công hạng Ba
- Huân chương Chiến công hạng Nhất
- Huân chương Chiến công hạng Nhì
- Huân chương Chiến công hạng Ba

## Thành tích thi đấu

### Thành tích trong nước
| Chú giải màu sắc | Chú giải màu sắc |
| ---------------- | ---------------- |
| Vô địch          |                  |
| Á quân           |                  |
| Hạng ba          |                  |
| Hạng tư          |                  |
| Thăng hạng       |                  |
| Xuống hạng       |                  |

| Thành tích của Thể Công – Viettel từ khi thành lập | Thành tích của Thể Công – Viettel từ khi thành lập | Thành tích của Thể Công – Viettel từ khi thành lập | Thành tích của Thể Công – Viettel từ khi thành lập | Thành tích của Thể Công – Viettel từ khi thành lập | Thành tích của Thể Công – Viettel từ khi thành lập | Thành tích của Thể Công – Viettel từ khi thành lập | Thành tích của Thể Công – Viettel từ khi thành lập | Thành tích của Thể Công – Viettel từ khi thành lập | Thành tích của Thể Công – Viettel từ khi thành lập | Thành tích của Thể Công – Viettel từ khi thành lập                                                                                             |
| Mùa giải                                           | Hạng đấu                                           | Thành tích                                         | ST                                                 | T                                                  | H                                                  | B                                                  | BT                                                 | BB                                                 | Điểm                                               | Chú thích |
| -------------------------------------------------- | -------------------------------------------------- | -------------------------------------------------- | -------------------------------------------------- | -------------------------------------------------- | -------------------------------------------------- | -------------------------------------------------- | -------------------------------------------------- | -------------------------------------------------- | -------------------------------------------------- | --- |
| 1955                                               | Giải Hòa Bình                                      | Vô địch                                            | Không rõ thành tích cụ thể                         | Không rõ thành tích cụ thể                         | Không rõ thành tích cụ thể                         | Không rõ thành tích cụ thể                         | Không rõ thành tích cụ thể                         | Không rõ thành tích cụ thể                         | Không rõ thành tích cụ thể                         | Thể Công vô địch cả hai hạng đấu A và B của giải                                                                                               |
| 1956                                               | Giải hạng A miền Bắc                               | Vô địch                                            | Không rõ thành tích cụ thể                         | Không rõ thành tích cụ thể                         | Không rõ thành tích cụ thể                         | Không rõ thành tích cụ thể                         | Không rõ thành tích cụ thể                         | Không rõ thành tích cụ thể                         | Không rõ thành tích cụ thể                         | |
| 1957                                               | Giải hạng A miền Bắc                               | Á quân                                             | Không rõ thành tích cụ thể                         | Không rõ thành tích cụ thể                         | Không rõ thành tích cụ thể                         | Không rõ thành tích cụ thể                         | Không rõ thành tích cụ thể                         | Không rõ thành tích cụ thể                         | Không rõ thành tích cụ thể                         | |
| 1958                                               | Giải hạng A miền Bắc                               | Vô địch                                            | Không rõ thành tích cụ thể                         | Không rõ thành tích cụ thể                         | Không rõ thành tích cụ thể                         | Không rõ thành tích cụ thể                         | Không rõ thành tích cụ thể                         | Không rõ thành tích cụ thể                         | Không rõ thành tích cụ thể                         | |
| 1959                                               | Giải hạng A miền Bắc                               | Không rõ                                           | Không rõ thành tích cụ thể                         | Không rõ thành tích cụ thể                         | Không rõ thành tích cụ thể                         | Không rõ thành tích cụ thể                         | Không rõ thành tích cụ thể                         | Không rõ thành tích cụ thể                         | Không rõ thành tích cụ thể                         | |
| 1960                                               | Giải hạng A miền Bắc                               | Không rõ                                           | Không rõ thành tích cụ thể                         | Không rõ thành tích cụ thể                         | Không rõ thành tích cụ thể                         | Không rõ thành tích cụ thể                         | Không rõ thành tích cụ thể                         | Không rõ thành tích cụ thể                         | Không rõ thành tích cụ thể                         | |
| 1961                                               | Giải hạng A miền Bắc                               | Không rõ                                           | Không rõ thành tích cụ thể                         | Không rõ thành tích cụ thể                         | Không rõ thành tích cụ thể                         | Không rõ thành tích cụ thể                         | Không rõ thành tích cụ thể                         | Không rõ thành tích cụ thể                         | Không rõ thành tích cụ thể                         | |
| 1962                                               | Giải hạng A miền Bắc                               | Không rõ                                           | Không rõ thành tích cụ thể                         | Không rõ thành tích cụ thể                         | Không rõ thành tích cụ thể                         | Không rõ thành tích cụ thể                         | Không rõ thành tích cụ thể                         | Không rõ thành tích cụ thể                         | Không rõ thành tích cụ thể                         | |
| 1963                                               | Giải hạng A miền Bắc                               | Không rõ                                           | Không rõ thành tích cụ thể                         | Không rõ thành tích cụ thể                         | Không rõ thành tích cụ thể                         | Không rõ thành tích cụ thể                         | Không rõ thành tích cụ thể                         | Không rõ thành tích cụ thể                         | Không rõ thành tích cụ thể                         | |
| 1964                                               | Giải hạng A miền Bắc                               | Không rõ                                           | Không rõ thành tích cụ thể                         | Không rõ thành tích cụ thể                         | Không rõ thành tích cụ thể                         | Không rõ thành tích cụ thể                         | Không rõ thành tích cụ thể                         | Không rõ thành tích cụ thể                         | Không rõ thành tích cụ thể                         | |
| 1965                                               | Giải hạng A miền Bắc                               | Không rõ                                           | Không rõ thành tích cụ thể                         | Không rõ thành tích cụ thể                         | Không rõ thành tích cụ thể                         | Không rõ thành tích cụ thể                         | Không rõ thành tích cụ thể                         | Không rõ thành tích cụ thể                         | Không rõ thành tích cụ thể                         | Ba Đẻn (Nguyễn Thế Anh) ra mắt đội một Thể Công                                                                                                |
| 1966                                               | Giải hạng A miền Bắc                               | Không rõ                                           | Không rõ thành tích cụ thể                         | Không rõ thành tích cụ thể                         | Không rõ thành tích cụ thể                         | Không rõ thành tích cụ thể                         | Không rõ thành tích cụ thể                         | Không rõ thành tích cụ thể                         | Không rõ thành tích cụ thể                         | |
| 1967                                               | Giải hạng A miền Bắc                               | Không rõ                                           | Không rõ thành tích cụ thể                         | Không rõ thành tích cụ thể                         | Không rõ thành tích cụ thể                         | Không rõ thành tích cụ thể                         | Không rõ thành tích cụ thể                         | Không rõ thành tích cụ thể                         | Không rõ thành tích cụ thể                         | Lứa cầu thủ "Thể Công '65" tập huấn dài hạn ở Triều Tiên                                                                                       |
| 1968                                               | Giải hạng A miền Bắc                               | Không rõ                                           | Không rõ thành tích cụ thể                         | Không rõ thành tích cụ thể                         | Không rõ thành tích cụ thể                         | Không rõ thành tích cụ thể                         | Không rõ thành tích cụ thể                         | Không rõ thành tích cụ thể                         | Không rõ thành tích cụ thể                         | |
| 1969                                               | Giải hạng A miền Bắc                               | Vô địch                                            | Không rõ thành tích cụ thể                         | Không rõ thành tích cụ thể                         | Không rõ thành tích cụ thể                         | Không rõ thành tích cụ thể                         | Không rõ thành tích cụ thể                         | Không rõ thành tích cụ thể                         | Không rõ thành tích cụ thể                         | |
| 1970                                               | Giải hạng A miền Bắc                               | Không rõ                                           | Không rõ thành tích cụ thể                         | Không rõ thành tích cụ thể                         | Không rõ thành tích cụ thể                         | Không rõ thành tích cụ thể                         | Không rõ thành tích cụ thể                         | Không rõ thành tích cụ thể                         | Không rõ thành tích cụ thể                         | |
| 1971                                               | Giải hạng A miền Bắc                               | Vô địch                                            | Không rõ thành tích cụ thể                         | Không rõ thành tích cụ thể                         | Không rõ thành tích cụ thể                         | Không rõ thành tích cụ thể                         | Không rõ thành tích cụ thể                         | Không rõ thành tích cụ thể                         | Không rõ thành tích cụ thể                         | |
| 1972                                               | Giải hạng A miền Bắc                               | Vô địch                                            | Không rõ thành tích cụ thể                         | Không rõ thành tích cụ thể                         | Không rõ thành tích cụ thể                         | Không rõ thành tích cụ thể                         | Không rõ thành tích cụ thể                         | Không rõ thành tích cụ thể                         | Không rõ thành tích cụ thể                         | |
| 1973                                               | Giải hạng A miền Bắc                               | Vô địch                                            | Không rõ thành tích cụ thể                         | Không rõ thành tích cụ thể                         | Không rõ thành tích cụ thể                         | Không rõ thành tích cụ thể                         | Không rõ thành tích cụ thể                         | Không rõ thành tích cụ thể                         | Không rõ thành tích cụ thể                         | Nguyễn Cao Cường ra mắt đội một Thể Công |
| 1974                                               | Giải hạng A miền Bắc                               | Vô địch                                            | Không rõ thành tích cụ thể                         | Không rõ thành tích cụ thể                         | Không rõ thành tích cụ thể                         | Không rõ thành tích cụ thể                         | Không rõ thành tích cụ thể                         | Không rõ thành tích cụ thể                         | Không rõ thành tích cụ thể                         | |
| 1975                                               | Giải hạng A miền Bắc                               | Vô địch                                            | Không rõ thành tích cụ thể                         | Không rõ thành tích cụ thể                         | Không rõ thành tích cụ thể                         | Không rõ thành tích cụ thể                         | Không rõ thành tích cụ thể                         | Không rõ thành tích cụ thể                         | Không rõ thành tích cụ thể                         | |
| 1976                                               | Giải hạng A miền Bắc                               | Vô địch                                            | Không rõ thành tích cụ thể                         | Không rõ thành tích cụ thể                         | Không rõ thành tích cụ thể                         | Không rõ thành tích cụ thể                         | Không rõ thành tích cụ thể                         | Không rõ thành tích cụ thể                         | Không rõ thành tích cụ thể                         | Sau mùa giải 1976, Thể Công đổi tên thành CLB Quân đội. Đội được quản lý bởi Trung tâm TDTT Quân đội, Cục Quân huấn.                           |
| 1977                                               | Giải hạng A Quốc gia                               | Vô địch                                            | Không rõ thành tích cụ thể                         | Không rõ thành tích cụ thể                         | Không rõ thành tích cụ thể                         | Không rõ thành tích cụ thể                         | Không rõ thành tích cụ thể                         | Không rõ thành tích cụ thể                         | Không rõ thành tích cụ thể                         | CLB Quân đội vô địch cả miền Bắc (giải Hồng Hà) lẫn cấp quốc gia                                                                               |
| 1978                                               | Giải hạng A Quốc gia                               | Vô địch                                            | Không rõ thành tích cụ thể                         | Không rõ thành tích cụ thể                         | Không rõ thành tích cụ thể                         | Không rõ thành tích cụ thể                         | Không rõ thành tích cụ thể                         | Không rõ thành tích cụ thể                         | Không rõ thành tích cụ thể                         | CLB Quân đội vô địch cả miền Bắc (giải Hồng Hà) lẫn cấp quốc gia                                                                               |
| 1979                                               | Giải hạng A Quốc gia                               | Vô địch                                            | Không rõ thành tích cụ thể                         | Không rõ thành tích cụ thể                         | Không rõ thành tích cụ thể                         | Không rõ thành tích cụ thể                         | Không rõ thành tích cụ thể                         | Không rõ thành tích cụ thể                         | Không rõ thành tích cụ thể                         | CLB Quân đội vô địch cả miền Bắc (giải Hồng Hà) lẫn cấp quốc gia                                                                               |
| 1980                                               | Giải A1 toàn quốc                                  | Không tham dự                                      | Không tham dự                                      | Không tham dự                                      | Không tham dự                                      | Không tham dự                                      | Không tham dự                                      | Không tham dự                                      | Không tham dự                                      | CLB Quân đội xin không tham dự để chấn chỉnh nội bộ                                                                                            |
| 1981–82                                            | Giải A1 toàn quốc                                  | Vô địch                                            | 19                                                 | 14                                                 | 2                                                  | 3                                                  | 33                                                 | 15                                                 | 30                                                 | CLB Quân đội tham dự trở lại, vô địch quốc gia lần đầu tiên                                                                                    |
| 1982–83                                            | Giải A1 toàn quốc                                  | Vô địch                                            | 23                                                 | 17                                                 | 3                                                  | 3                                                  | 49                                                 | 21                                                 | 37                                                 | CLB Quân đội vô địch quốc gia lần thứ hai |
| 1984                                               | Giải A1 toàn quốc                                  | Á quân                                             | 17                                                 | 8                                                  | 5                                                  | 4                                                  | 33                                                 | 20                                                 | 21                                                 | |
| 1985                                               | Giải A1 toàn quốc                                  | Nhất bảng B g.đ. 2                                 | 15                                                 | 9                                                  | 3                                                  | 3                                                  | 28                                                 | 20                                                 | 21                                                 | |
| 1986                                               | Giải A1 toàn quốc                                  | Á quân                                             | 17                                                 | 10                                                 | 5                                                  | 2                                                  | 22                                                 | 13                                                 | 25                                                 | |
| 1987                                               | Giải A1 toàn quốc                                  | Vô địch                                            | 22                                                 | 12                                                 | 8                                                  | 2                                                  | 33                                                 | 15                                                 | 32                                                 | CLB Quân đội vô địch quốc gia lần thứ ba |
| 1989                                               | Giải A1 toàn quốc                                  | Á quân                                             | 17                                                 | 8                                                  | 6                                                  | 3                                                  | 16                                                 | 6                                                  | 22                                                 | Năm 1988 không tổ chức giải chính thức, chỉ có các giải giao hữu                                                                               |
| 1990                                               | Giải đội mạnh toàn quốc                            | Vô địch                                            | Không rõ thành tích cụ thể                         | Không rõ thành tích cụ thể                         | Không rõ thành tích cụ thể                         | Không rõ thành tích cụ thể                         | Không rõ thành tích cụ thể                         | Không rõ thành tích cụ thể                         | Không rõ thành tích cụ thể                         | Nguyễn Hồng Sơn ra mắt đội một CLB Quân đội cùng danh hiệu vô địch quốc gia lần thứ tư                                                         |
| 1991                                               | Giải đội mạnh toàn quốc                            | Thứ 3 bảng C                                       | 10                                                 | 3                                                  | 5                                                  | 2                                                  | 11                                                 | 9                                                  | 11                                                 | |
| 1992                                               | Giải đội mạnh toàn quốc                            | Đồng thứ 3                                         | 11                                                 | —                                                  | —                                                  | —                                                  | 15                                                 | 8                                                  | 11                                                 | |
| 1993–94                                            | Giải đội mạnh toàn quốc                            | Đồng thứ 3                                         | 17                                                 | 6                                                  | 5                                                  | 6                                                  | 18                                                 | 15                                                 | 17                                                 | |
| 1995                                               | Giải đội mạnh toàn quốc                            | Thứ 5 bảng A                                       | 13                                                 | 6                                                  | —                                                  | 7                                                  | 13                                                 | 17                                                 | 12                                                 | Nguyễn Đức Thắng ra mắt đội một |
| 1996                                               | Giải đội mạnh toàn quốc                            | Thứ 10                                             | 22                                                 | 6                                                  | 8                                                  | 8                                                  | 21                                                 | 30                                                 | 26                                                 | |
| 1997                                               | Giải hạng Nhất Quốc gia                            | Thứ 9                                              | 22                                                 | 7                                                  | 8                                                  | 7                                                  | 26                                                 | 23                                                 | 29                                                 | |
| 1998                                               | Giải hạng Nhất Quốc gia                            | Vô địch                                            | 26                                                 | 13                                                 | 8                                                  | 5                                                  | 40                                                 | 20                                                 | 47                                                 | CLB Quân đội vô địch quốc gia lần thứ năm. Sau mùa giải này, CLB Quân đội trở về với tên Thể Công                                              |
| 1999                                               | Giải tập huấn mùa xuân                             | Thứ 5 bảng B                                       | 6                                                  | 2                                                  | 1                                                  | 3                                                  | 6                                                  | 6                                                  | 7                                                  | Năm 1999 không tổ chức giải chính thức, giải vô địch quốc gia được thay bằng Giải tập huấn mùa xuân                                            |
| 1999–00                                            | Giải hạng Nhất Quốc gia                            | Thứ 10                                             | 24                                                 | 7                                                  | 9                                                  | 8                                                  | 27                                                 | 28                                                 | 30                                                 | |
| 2000–01                                            | Giải Vô địch Quốc gia Chuyên nghiệp                | Thứ 3                                              | 18                                                 | 8                                                  | 5                                                  | 5                                                  | 19                                                 | 16                                                 | 29                                                 | |
| 2001–02                                            | Giải Vô địch Quốc gia Chuyên nghiệp                | Thứ 7                                              | 18                                                 | 6                                                  | 5                                                  | 7                                                  | 16                                                 | 16                                                 | 23                                                 | |
| 2003                                               | Giải Vô địch Quốc gia Chuyên nghiệp                | Thứ 7                                              | 22                                                 | 9                                                  | 5                                                  | 8                                                  | 28                                                 | 27                                                 | 29                                                 | Thể Công chuyển sang mô hình chuyên nghiệp, được quản lý trực tiếp bởi Bộ Quốc phòng                                                           |
| 2004                                               | Giải Vô địch Quốc gia                              | Thứ 11                                             | 22                                                 | 5                                                  | 5                                                  | 12                                                 | 20                                                 | 39                                                 | 20                                                 | Thể Công xuống hạng lần đầu tiên sau hơn 50 năm tồn tại                                                                                        |
| 2005                                               | Giải hạng Nhất Quốc gia                            | Thứ 6                                              | 22                                                 | 8                                                  | 4                                                  | 10                                                 | 21                                                 | 31                                                 | 28                                                 | Thể Công đổi tên thành Thể Công - Viettel, chịu một phần quản lý từ Viettel. Trung tâm bóng đá Viettel được thành lập.                         |
| 2006                                               | Giải hạng Nhất Quốc gia                            | Thứ 4                                              | 26                                                 | 10                                                 | 8                                                  | 8                                                  | 31                                                 | 30                                                 | 38                                                 | Lứa "Thể Công '87" sang Bulgaria và Đức tập huấn                                                                                               |
| 2007                                               | Giải hạng Nhất Quốc gia                            | Vô địch                                            | 26                                                 | 15                                                 | 7                                                  | 4                                                  | 47                                                 | 20                                                 | 52                                                 | Thể Công - Viettel lần đầu sử dụng cầu thủ nước ngoài                                                                                          |
| 2008                                               | Giải Vô địch Quốc gia                              | Thứ 8                                              | 26                                                 | 10                                                 | 8                                                  | 8                                                  | 28                                                 | 28                                                 | 38                                                 | Thể Công - Viettel về với tên gọi Thể Công |
| 2009                                               | Giải Vô địch Quốc gia                              | Thứ 9                                              | 26                                                 | 10                                                 | 5                                                  | 11                                                 | 40                                                 | 46                                                 | 35                                                 | Thể Công bán suất cho Thanh Hóa, đổi tên thành Viettel và quản lý đội hạng Nhất. Viettel quản lý hoàn toàn đội bóng.                           |
| 2010                                               | Giải hạng Nhất Quốc gia                            | Thứ 9                                              | 24                                                 | 7                                                  | 6                                                  | 11                                                 | 36                                                 | 43                                                 | 27                                                 | Viettel bán suất và đội hình cho Hà Nội T&T, làm lại từ đội trẻ của Trung tâm bóng đá Viettel                                                  |
| 2012                                               | Giải hạng Ba Quốc gia                              | Vô địch                                            | 3                                                  | 3                                                  | 0                                                  | 0                                                  | 5                                                  | 0                                                  | 9                                                  | Đội một Viettel thành lập trở lại và tham dự giải hạng Ba Quốc gia                                                                             |
| 2013                                               | Giải hạng Nhì Quốc gia                             | Thứ 3 bảng A                                       | 8                                                  | 4                                                  | 2                                                  | 2                                                  | 13                                                 | 9                                                  | 14                                                 | |
| 2014                                               | Giải hạng Nhì Quốc gia                             | Thứ 3 bảng A                                       | 4                                                  | 1                                                  | 0                                                  | 3                                                  | 3                                                  | 5                                                  | 3                                                  | Trung tâm bóng đá Viettel đổi tên thành Trung tâm Thể thao Viettel                                                                             |
| 2015                                               | Giải hạng Nhì Quốc gia                             | Vô địch                                            | 13                                                 | 7                                                  | 5                                                  | 1                                                  | 19                                                 | 3                                                  | 26                                                 | |
| 2016                                               | Giải hạng Nhất Quốc gia                            | Á quân                                             | 18                                                 | 8                                                  | 8                                                  | 2                                                  | 31                                                 | 12                                                 | 32                                                 | Viettel đánh dấu lần trở lại với giải đấu chuyên nghiệp. Thua Long An tại trận play-off thăng hạng.                                            |
| 2017                                               | Giải hạng Nhất Quốc gia                            | Thứ 4                                              | 12                                                 | 4                                                  | 6                                                  | 2                                                  | 15                                                 | 9                                                  | 18                                                 | |
| 2018                                               | Giải hạng Nhất Quốc gia                            | Vô địch                                            | 18                                                 | 13                                                 | 2                                                  | 3                                                  | 37                                                 | 15                                                 | 41                                                 | |
| 2019                                               | Giải Vô địch Quốc gia                              | Thứ 6                                              | 26                                                 | 11                                                 | 3                                                  | 12                                                 | 33                                                 | 40                                                 | 36                                                 | Viettel trở lại V.League 1 |
| 2020                                               | Giải Vô địch Quốc gia                              | Vô địch                                            | 20                                                 | 12                                                 | 5                                                  | 3                                                  | 29                                                 | 16                                                 | 41                                                 | Viettel vô địch quốc gia lần thứ sáu |
| 2021                                               | Giải Vô địch Quốc gia                              | Thứ 2                                              | 12                                                 | 8                                                  | 2                                                  | 2                                                  | 16                                                 | 9                                                  | 26                                                 | Mùa giải bị hủy do ảnh hưởng của COVID-19 |
| 2022                                               | Giải Vô địch Quốc gia                              | Thứ 4                                              | 24                                                 | 11                                                 | 6                                                  | 7                                                  | 29                                                 | 14                                                 | 39                                                 | |
| 2023                                               | Giải Vô địch Quốc gia                              | Thứ 3                                              | 20                                                 | 8                                                  | 8                                                  | 4                                                  | 23                                                 | 17                                                 | 32                                                 | |
| 2023–24                                            | Giải Vô địch Quốc gia                              | Thứ 5                                              | 26                                                 | 10                                                 | 8                                                  | 8                                                  | 29                                                 | 28                                                 | 38                                                 | Đội được trao trở lại phiên hiệu Thể Công bên cạnh Viettel. Trung tâm Thể thao Viettel được chuyển đổi sang Công ty TNHH MTV Thể thao Viettel. |
| 2024–25                                            | Giải Vô địch Quốc gia                              | Thứ 4                                              | 26                                                 | 12                                                 | 8                                                  | 6                                                  | 43                                                 | 29                                                 | 44                                                 | |

### Thành tích quốc tế
| Mùa giải | Giải đấu                | Vòng đấu      | Đối thủ                 | Sân nhà     | Sân khách | Kết quả          |
| -------- | ----------------------- | ------------- | ----------------------- | ----------- | --------- | ---------------- |
| 1999–00  | Asian Club Championship | Vòng 1        | Happy Valley            | —           | —         | Vào thẳng vòng 2 |
| 1999–00  | Asian Club Championship | Vòng 2        | Suwon Samsung Bluewings | 1–1         | 0–6       | 1–7              |
| 2021     | AFC Champions League    | Vòng bảng     | Ulsan Huyndai           | 0–1         | 0–3       | Thứ 3 bảng F     |
| 2021     | AFC Champions League    | Vòng bảng     | Kaya–Iloilo             | 5–0         | 1–0       | Thứ 3 bảng F     |
| 2021     | AFC Champions League    | Vòng bảng     | BG Pathum United        | 0–2         | 1–3       | Thứ 3 bảng F     |
| 2022     | Cúp AFC                 | Vòng bảng     | Young Elephants         | 5–1         | —         | Nhất bảng I      |
| 2022     | Cúp AFC                 | Vòng bảng     | Phnom Penh Crown        | 1–0         | —         | Nhất bảng I      |
| 2022     | Cúp AFC                 | Vòng bảng     | Hougang United          | 5–2         | —         | Nhất bảng I      |
| 2022     | Cúp AFC                 | Bán kết ASEAN | Kuala Lumpur City       | 0–0 (5–6 p) | —         | Bán kết ASEAN    |

## Trang phục thi đấu
| Mùa giải  | Hãng trang phục                  | Nhà tài trợ ngực áo                                                                                  | Nhà tài trợ sau lưng               |
| --------- | -------------------------------- | --- | ---------------------------------- |
| 1997      | Adidas (K)                       | Không                                                                                                | Không                              |
| 1998      | Adidas (K)                       | Plusssz                                                                                              | Không                              |
| 1999/00   | Grand Sport (K)                  | Plusssz                                                                                              | Không                              |
| 2000/01   | Adidas (T-1)                     | Highlands Coffee (toàn giải V-League) Pepsi (toàn giải Cúp Quốc gia) Tiger Beer (toàn giải quốc nội) | SyncMaster (toàn giải quốc nội)    |
| 2001/02   | Adidas (T-1)                     | Strata (toàn giải V-League) Samsung (toàn giải Cúp Quốc gia) Tiger Beer (toàn giải quốc nội)         | SyncMaster (toàn giải quốc nội)    |
| 2003      | Grand Sport (K)                  | Viễn thông Quân đội Viettel                                                                          | Viettel                            |
| 2004      | Grand Sport (K)                  | Viettel                                                                                              | Không                              |
| 2005      | Grand Sport (K)                  | Viettel                                                                                              | Không                              |
| 2006      | Grand Sport (K)                  | Viettel                                                                                              | Không                              |
| 2007      | Không                            | Viettel                                                                                              | Không                              |
| 2008      | Grand Sport (K)                  | Không                                                                                                | Không                              |
| 2009      | Grand Sport (K)                  | Không                                                                                                | Không                              |
| 2010–2014 | Không                            | Không                                                                                                | Không                              |
| 2015      | Không                            | Say it your way                                                                                      | Viettel                            |
| 2015      | Kool Sport (T) (đội U-21)        | Say it your way                                                                                      | Viettel                            |
| 2016      | Mitre (T)                        | BankPlus                                                                                             | Viettel                            |
| 2017      | Không                            | 4G (sân nhà)                                                                                         | Viettel                            |
| 2018      | Không                            | Viettel Pay (sân khách)                                                                              | Không                              |
| 2019      | VNA Sport (T)                    | 4G (sân nhà)                                                                                         | Viettel                            |
| 2019      | VNA Sport (T)                    | Viettel Pay (sân khách)                                                                              | Viettel                            |
| 2020–2021 | FBT (T)                          | Viettel                                                                                              | Không                              |
| 2022      | Li-Ning (T)                      | Viettel Money                                                                                        | Bamboo Airways (chỉ giải quốc nội) |
| 2023      | Li-Ning (T)                      | Viettel TV360                                                                                        | Không                              |
| 2023/24   | Li-Ning (T)                      | Viettel TV360 (3 vòng đầu tiên)                                                                      | Không (3 vòng đầu tiên)            |
| 2023/24   | Li-Ning (T)                      | Thể Công Viettel (từ vòng 4)                                                                         | TV360 (từ vòng 4)                  |
| 2023/24   | Kelme (K) (các đội U-15, 17, 19) | TV360                                                                                                | Không                              |
| 2024/25   | Li-Ning (T)                      | Thể Công Viettel                                                                                     |                                    |

Chú thích: (K): Không rõ thông tin về tài trợ/Đội bóng tự mua trang phục để sử dụng; (T): Được tài trợ; (T-1): Trong giai đoạn 2000–2002, toàn bộ hệ thống giải đấu quốc nội (bao gồm Giải Vô địch Quốc gia Chuyên nghiệp và Cúp Quốc gia) đều được thương hiệu Adidas tài trợ trang phục.

## Đội hình
Tính đến ngày 13 tháng 3 năm 2025
Ghi chú: Quốc kỳ chỉ đội tuyển quốc gia được xác định rõ trong điều lệ tư cách FIFA. Các cầu thủ có thể giữ hơn một quốc tịch ngoài FIFA.
| Số | VT | Quốc gia | Cầu thủ                    |
| -- | -- | -------- | -------------------------- |
| 1  | TM | Việt Nam | Ngô Xuân Sơn               |
| 3  | HV | Việt Nam | Nguyễn Thanh Bình          |
| 4  | HV | Việt Nam | Bùi Tiến Dũng (Đội trưởng) |
| 5  | HV | Việt Nam | Nguyễn Minh Tùng           |
| 6  | TV | Việt Nam | Nguyễn Công Phương         |
| 7  | TV | Việt Nam | Nguyễn Đức Chiến           |
| 8  | TV | Việt Nam | Nguyễn Hữu Thắng           |
| 9  | TĐ | Brasil   | Amarildo                   |
| 10 | TV | Brasil   | Pedro Henrique             |
| 11 | TV | Việt Nam | Khuất Văn Khang            |
| 12 | HV | Việt Nam | Phan Tuấn Tài              |
| 15 | HV | Việt Nam | Đặng Tuấn Phong            |
| 16 | TV | Việt Nam | Lê Quốc Nhật Nam           |
| 22 | TĐ | Việt Nam | Trần Danh Trung            |

| Số | VT | Quốc gia | Cầu thủ             |
| -- | -- | -------- | ------------------- |
| 23 | TĐ | Việt Nam | Nhâm Mạnh Dũng      |
| 25 | TM | Việt Nam | Quàng Thế Tài       |
| 26 | TV | Việt Nam | Bùi Văn Đức         |
| 27 | TV | Brasil   | Patrick Gama        |
| 31 | HV | Việt Nam | Nguyễn Hữu Thái Bảo |
| 32 | TĐ | Brasil   | Wesley Natã         |
| 34 | TV | Việt Nam | Đinh Tuấn Tài       |
| 36 | TM | Việt Nam | Phạm Văn Phong      |
| 39 | TĐ | Việt Nam | Dương Văn Hào       |
| 66 | HV | Việt Nam | Nguyễn Mạnh Hưng    |
| 68 | HV | Việt Nam | Nguyễn Hồng Phúc    |
| 79 | TĐ | Việt Nam | Nguyễn Đăng Dương   |
| 86 | TV | Việt Nam | Trương Tiến Anh     |
| 88 | TV | Việt Nam | Nguyễn Hữu Nam      |

### Dự bị và học viện
Ghi chú: Quốc kỳ chỉ đội tuyển quốc gia được xác định rõ trong điều lệ tư cách FIFA. Các cầu thủ có thể giữ hơn một quốc tịch ngoài FIFA.
| Số | VT | Quốc gia | Cầu thủ          |
| -- | -- | -------- | ---------------- |
| —  | TM | Việt Nam | Nguyễn Văn Chức  |
| —  | TM | Việt Nam | Phạm Mạnh Cường  |
| —  | HV | Việt Nam | Đặng Thanh Bình  |
| —  | HV | Việt Nam | Hồ Văn An        |
| —  | HV | Việt Nam | Nguyễn Hoàng Nam |
| —  | HV | Việt Nam | Nguyễn Hữu Trung |

| Số | VT | Quốc gia | Cầu thủ         |
| -- | -- | -------- | --------------- |
| —  | TV | Việt Nam | Bùi Tiến Sinh   |
| —  | TV | Việt Nam | Đỗ Văn Chí      |
| —  | TV | Việt Nam | Nguyễn Bá Dương |
| —  | TV | Việt Nam | Vũ Đình Chiến   |
| —  | TĐ | Việt Nam | Hoàng Công Hậu  |

### Cho mượn
Ghi chú: Quốc kỳ chỉ đội tuyển quốc gia được xác định rõ trong điều lệ tư cách FIFA. Các cầu thủ có thể giữ hơn một quốc tịch ngoài FIFA.
| Số | VT | Quốc gia | Cầu thủ                                                         |
| -- | -- | -------- | --------------------------------------------------------------- |
| —  | TM | Việt Nam | Đoàn Huy Hoàng (cho mượn đến Bắc Ninh)                          |
| —  | TM | Việt Nam | Phạm Hoàng An (cho mượn đến Hòa Bình)                           |
| —  | TM | Việt Nam | Trần Đức Duy (cho mượn đến PVF–CAND)                            |
| —  | HV | Việt Nam | Đoàn Thế Phong (cho mượn đến Trung tâm đào tạo bóng đá trẻ PVF) |
| —  | HV | Việt Nam | Tiêu Trung Hiếu (cho mượn đến Hòa Bình)                         |
| —  | HV | Việt Nam | Trần Phạm Bảo Tuấn (cho mượn đến Quy Nhơn Bình Định)            |
| —  | HV | Việt Nam | Vũ Quốc Anh (cho mượn đến Huế)                                  |
| —  | HV | Việt Nam | Vũ Tùng Dương (cho mượn đến Huế)                                |
| 2  | HV | Việt Nam | Vũ Văn Quyết (cho mượn đến Trẻ Thành phố Hồ Chí Minh)           |
| —  | HV | Việt Nam | Nguyễn Hữu Luân (cho mượn đến Huế)                              |
| —  | TV | Việt Nam | Nguyễn Đình Đức (cho mượn đến Hòa Bình)                         |

| Số | VT | Quốc gia | Cầu thủ                                                        |
| -- | -- | -------- | -------------------------------------------------------------- |
| 17 | TV | Việt Nam | Nguyễn Đức Hoàng Minh (cho mượn đến Quy Nhơn Bình Định)        |
| —  | TV | Việt Nam | Nguyễn Hoàng Khanh (cho mượn đến Bắc Ninh)                     |
| —  | TV | Việt Nam | Nguyễn Ngọc Tú (cho mượn đến Hải Phòng)                        |
| —  | TV | Việt Nam | Nguyễn Thành An (cho mượn đến Huế)                             |
| —  | TV | Việt Nam | Nguyễn Thành Đạt (cho mượn đến Trường Tươi Bình Phước)         |
| —  | TV | Việt Nam | Nguyễn Văn Tú (cho mượn đến Hải Phòng)                         |
| —  | TĐ | Việt Nam | Huỳnh Kim Huy (cho mượn đến Trung tâm đào tạo bóng đá trẻ PVF) |
| —  | TĐ | Việt Nam | Nguyễn Hữu Tiệp (cho mượn đến Bắc Ninh)                        |
| —  | TĐ | Việt Nam | Nguyễn Hữu Tuấn (cho mượn đến Huế)                             |
| —  | TĐ | Việt Nam | Nguyễn Sỹ Chiến (cho mượn đến Trẻ Thành phố Hồ Chí Minh)       |
| —  | TĐ | Việt Nam | Vũ Bá Hải Dương (cho mượn đến Huế)                             |

## Ban lãnh đạo và huấn luyện đội bóng
| Chức vụ                    | Tên                                        |
| -------------------------- | ------------------------------------------ |
| Chính ủy                   | Phạm Trung Kiên                            |
| Chủ tịch                   | Đỗ Mạnh Dũng                               |
| Giám đốc kỹ thuật          | Nguyễn Đức Thắng                           |
| Phó Giám đốc               | Nguyễn Hải Biên Ngô Quang Tùng             |
| Cán bộ truyền thông        | Phạm Thị Thu Hà                            |
| Bác sĩ                     | Kim Kwang-jae                              |
| Chuyên gia vật lý trị liệu | Nguyễn Văn Tỉnh Henrique César             |
| Phiên dịch                 | Nguyễn Huy Toàn                            |
| Huấn luyện viên trưởng     | Velizar Popov                              |
| Huấn luyện viên thủ môn    | Guilherme Almeida                          |
| Huấn luyện viên thể lực    | Wagner Ellwanger                           |
| Trợ lý huấn luyện viên     | Ngô Tiến Dũng Nguyễn Văn Biển Phan Bá Hùng |

## Tên gọi
- Đội bóng đá Thể Công: 1954–1976; 1999–2002.
- Đội bóng đá Câu lạc bộ (Thể dục thể thao) Quân đội: 1976–1998.
- Câu lạc bộ bóng đá (chuyên nghiệp) Thể Công: 2003–2004; 2007–2008.
- Câu lạc bộ bóng đá Viettel: 2009–2023.
- Câu lạc bộ bóng đá Thể Công – Viettel: 2005–2006, 2023–nay.

## Sân vận động
Hơn 50 năm lịch sử của Thể Công gắn liền với sân vận động Cột Cờ, một sân vận động nhỏ nằm giữa Thủ đô Hà Nội, trong khuôn viên sân Đoan Môn của Di tích Hoàng thành Thăng Long, cách không xa Lăng Chủ tịch Hồ Chí Minh và tòa nhà Quốc hội.  Sau sự kiện Quân đội Nhân dân Việt Nam giải phóng và tiếp quản Thủ đô Hà Nội ngày 10 tháng 10 năm 1954, Đoàn Thể Công cũng đồng thời tiếp quản sân Mangin và đổi tên chính thức thành sân Cột Cờ. Từ sau mùa giải năm 1998, Thể Công sử dụng sân vận động Hàng Đẫy làm sân nhà, ngoại trừ ba mùa giải từ 2005 tới 2008 thi đấu tại sân vận động Quốc gia Mỹ Đình. Tại giải hạng Nhì Quốc gia 2015, Viettel sử dụng sân vận động Quân khu 5 (Đà Nẵng) làm sân nhà. Năm 2022, Viettel với quyền tham dự AFC Cup đã sử dụng sân vận động Thống Nhất làm sân nhà để thi đấu tập trung. Năm 2024, Thể Công - Viettel rời sân Hàng Đẫy để  chuyển sang sân nhà mời Mỹ Đình bắt đâì từ mùa giải 2024–25.
- Sân vận động Cột Cờ: 1954–1965, 1970–1998.
- Sân vận động Hàng Đẫy: 1999–2004; 2009–2024.
- Sân vận động Quốc gia Mỹ Đình: 2005–2008; 2024–nay.
- Sân vận động Quân khu 5: 2015.

## Các huấn luyện viên trong lịch sử
| Các huấn luyện viên trưởng của Thể Công - Viettel \| - Phan Văn Mỵ (?–1997) - Vương Tiến Dũng (1998–2000) - Quản Trọng Hùng (2000–2003) - Branko Radović (4 tháng 1, 2003–7 tháng 11, 2003) - Phan Văn Mỵ (7 tháng 11, 2003–29 tháng 1, 2004) - Nguyễn Thanh Hải (29 tháng 1, 2004–?) - Nguyễn Cao Cường (Tháng 1, 2005 (?)–16/3/2005) - Nguyễn Mạnh Cường (16 tháng 3, 2005–5 tháng 1, 2006) - Nguyễn Cao Cường (5 tháng 1, 2006–Tháng 10, 2006) - Tomas Viczko (Tháng 10, 2006–2007) - György Gálhidi (31 tháng 7, 2007–1 tháng 9, 2008) - Vương Tiến Dũng (16 tháng 9, 2008–2009) - Lê Thụy Hải (Tháng 1, 2009–29 tháng 8, 2009) - Nguyễn Mạnh Cường (30 tháng 8, 2009–?) - Đỗ Mạnh Dũng (2010) - Đặng Phương Nam (2012–2014) - Đinh Thế Nam (2015–2016) - Nguyễn Hải Biên (2017–Tháng 1, 2019) - Lee Heung-sil (Tháng 1, 2019–Tháng 6, 2019) - Nguyễn Hải Biên (Tháng 6, 2019–Tháng 11, 2019) - Trương Việt Hoàng (Tháng 11, 2019–12 tháng 6, 2022) - Hans-Jürgen Gede (Tháng 6, 2021) (chỉ AFC Champions League) - Bae Ji-won (Tháng 6, 2022–Tháng 11, 2022) - Thạch Bảo Khanh (Tháng 12, 2022–18 tháng 12, 2023) - Thomas Dooley (18 tháng 12, 2023–Tháng 1, 2024) - Nguyễn Đức Thắng (8 tháng 1, 2024–26 tháng 4, 2025) - Velizar Popov (27 tháng 4, 2025-) \| |
| - Phan Văn Mỵ (?–1997) - Vương Tiến Dũng (1998–2000) - Quản Trọng Hùng (2000–2003) - Branko Radović (4 tháng 1, 2003–7 tháng 11, 2003) - Phan Văn Mỵ (7 tháng 11, 2003–29 tháng 1, 2004) - Nguyễn Thanh Hải (29 tháng 1, 2004–?) - Nguyễn Cao Cường (Tháng 1, 2005 (?)–16/3/2005) - Nguyễn Mạnh Cường (16 tháng 3, 2005–5 tháng 1, 2006) - Nguyễn Cao Cường (5 tháng 1, 2006–Tháng 10, 2006) - Tomas Viczko (Tháng 10, 2006–2007) - György Gálhidi (31 tháng 7, 2007–1 tháng 9, 2008) - Vương Tiến Dũng (16 tháng 9, 2008–2009) - Lê Thụy Hải (Tháng 1, 2009–29 tháng 8, 2009) - Nguyễn Mạnh Cường (30 tháng 8, 2009–?) - Đỗ Mạnh Dũng (2010) - Đặng Phương Nam (2012–2014) - Đinh Thế Nam (2015–2016) - Nguyễn Hải Biên (2017–Tháng 1, 2019) - Lee Heung-sil (Tháng 1, 2019–Tháng 6, 2019) - Nguyễn Hải Biên (Tháng 6, 2019–Tháng 11, 2019) - Trương Việt Hoàng (Tháng 11, 2019–12 tháng 6, 2022) - Hans-Jürgen Gede (Tháng 6, 2021) (chỉ AFC Champions League) - Bae Ji-won (Tháng 6, 2022–Tháng 11, 2022) - Thạch Bảo Khanh (Tháng 12, 2022–18 tháng 12, 2023) - Thomas Dooley (18 tháng 12, 2023–Tháng 1, 2024) - Nguyễn Đức Thắng (8 tháng 1, 2024–26 tháng 4, 2025) - Velizar Popov (27 tháng 4, 2025-)                                                         |

## Một số gương mặt nổi bật
| - Tí Bồ - Nguyễn Thế Anh (Ba Đẻn) - Nguyễn Sỹ Hiển - Nguyễn Hải Biên - Nguyễn Cao Cường - Nguyễn Mạnh Cường - Đinh Thế Nam - Đỗ Mạnh Dũng - Vương Tiến Dũng - Nguyễn Trọng Giáp - Trương Việt Hoàng - Quản Trọng Hùng - Thạch Bảo Khanh - Trần Văn Khánh - Phan Văn Mỵ - Ngô Xuân Quýnh - Nguyễn Hồng Sơn - Vũ Công Tuyền | - Đặng Phương Nam - Đỗ Văn Phúc - Trần Văn Thành - Nguyễn Đức Thắng - Triệu Quang Hà - Nguyễn Mạnh Dũng - Vũ Như Thành - Lê Quốc Vượng - Lê Phước Tứ - Phạm Như Thuần - Nguyễn Văn Quyết - Nguyễn Huy Hùng - Bùi Tiến Dũng - Quế Ngọc Hải - Nguyễn Hoàng Đức - Nguyễn Trọng Hoàng - Nguyễn Đức Chiến - Trương Tiến Anh - Nguyễn Thanh Bình - Nhâm Mạnh Dũng - Phan Tuấn Tài - Khuất Văn Khang |

## Cầu thủ ngoại trong lịch sử
Trước năm 2007, Thể Công không sử dụng các cầu thủ người nước ngoài. Kể từ mùa giải hạng Nhất Quốc gia 2007, đội mới bắt đầu ký hợp đồng với các ngoại binh.
- Rojas Fernando Daniel
- Arnel Petrović
- Fatusi Teslim Babatunde
- Michal Šilhavý
- Buston Browne
- Raphael Steve Rodrigues
- François Endene
- Mutiu Adegoke
- Katona Attilan
- Deivisson Satti de Oliveira
- Vanderlei de Lima
- Gilson Carlos da Silva
- Reginaldo Chagas Cavalcante
- Ebenezer Shamo Abbey
- Aloys Nyom Nyom
- Robert Niță
- Diego G. de Oliveira
- Rafael Oliveira
- Foday Abass Sillah
- Ericfredy Zambonaii
- Clayton Bezerra Leite
- Obioma Kingsley Opara
- Bruno Cantanhede
- Janclesio Almeida Santos
- Jean Carlos
- João Paulo
- Gustavo Sant'Ana Santos
- Kayo César Dias Sanches Borges
- Venâncio Caíque Lemes
- Luizão
- Jahongir Abdumominov
- Bruno Oliveira de Matos
- Pedro Paulo
- Geovane Magno
- Jéferson Elías
- Mohamed Essam
- Adriano Narcizo
- Pedro Henrique
- João Pedro
- Wesley Natã
- Amarildo
- Patrick Gama
- Lucas Vinicius Goncalves Silva
- Paulinho Curuá

## Biểu trưng

1999–2003
2004, 2006–2020
2005
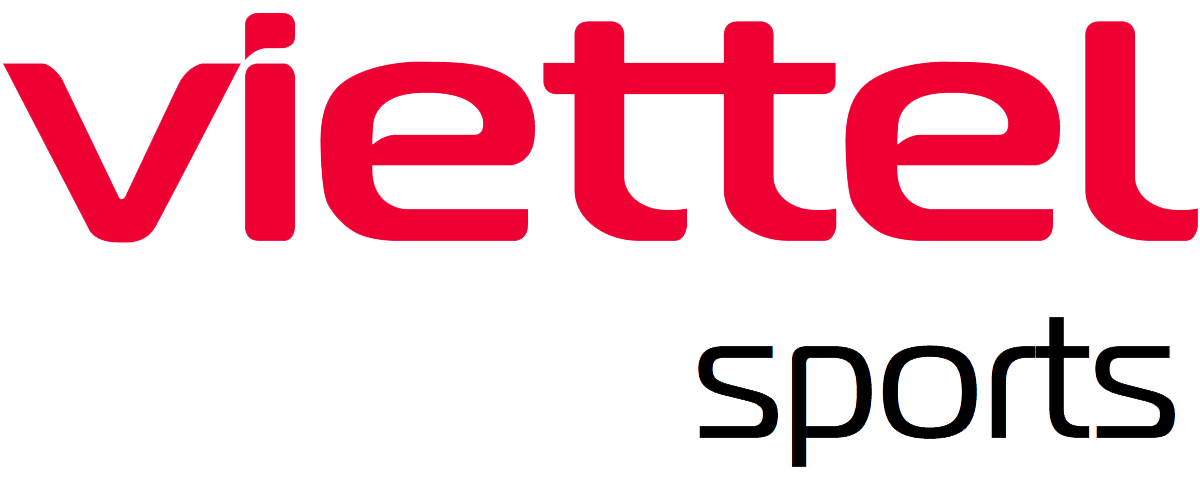
V.League 1 - 2021
2021–2023
2023–nay